# 두구얼쑤룽
보르지긴 더우구얼쑤룽(孛兒只斤 都固爾蘇隆, 몽골어: ᠳᠤᠭᠠᠷᠰᠦ᠋ᠷᠦᠩ, 1917년 6월 1일 ~ 1952년 2월 29일)은 청나라 귀족의 후예 출신이며 몽강국 총리를 지낸 중화인민공화국의 정치인이다.

## 직계 가계 배경
그의 아버지는 청나라 귀족 덕왕 데므치그돈로브(德王 德穆楚克棟魯普)이며 친조부 패아지근 나목제륵왕초극(孛兒只斤 那木濟勒旺楚克)과 친조모 엽혁나랍 색체나목조(葉赫那拉 索達那木朝)는 1906년 청 광서제(淸 光緖帝)에게 면사금패(免死金佩)를 받았던 네이멍구 자치구 덕왕부(德王府) 은덕 귀족이었다.

## 생애

### 아버지의 개창 대업에 참여한 그의 청년 시절
그는 아버지 데므치그돈로브가 1936년 몽골군 정부(蒙古軍 政府)를 수립하여 몽골군 정부 총수반으로 취임하자 몽골군 정부 실무반 영수로 참여하였으며 이듬해 1937년 아버지 더왕이 몽골군 정부를 몽골연합자치정부(蒙古聯盟自治政府)로 재수립하여 몽골연합자치정부 총통으로 취임하자 몽골연합자치정부 행정실무반 영수로 참여하였다.

### 몽강국 국가원수 대리 직위 시절
1939년 아버지 데므치그돈로브가 몽골연합자치정부를 몽강연합자치정부으로 본격 개창하여 몽강연합자치정부 국가주석으로 취임하고 몽강국 지상군 대장 리서우신 장군이 몽강연합자치정부 국가부주석에 임명되자 이에 아울러 그는 몽강연합자치정부 총리에 임명되었으며 이후 몽강연합자치정부 국가부주석 리서우신 장군이 1940년에 몽강국 지상군 대장 진급 직후 몽강국 국가주석이었던 아버지 더왕을 보좌하여 1940년에서 이듬해 1941년까지 몽강연합자치정부의 실권을 전담한 이후에는 두구얼쑤룽 자신이 1941년에서 1944년까지 아버지 더왕 몽강연합자치정부 국가주석을 보좌하여 몽강연합자치정부 총리 직위로써 몽강연합자치정부의 실권을 3년간 전담하였고 다른 일편으로는 아버지 더왕과 계모 구왈기야씨 부인(瓜爾佳氏 夫人) 사이에서 출생한 이복 누이동생 1명과 이복 남동생 4명을 몽강국 총리 공관 사저에 임시 이거(臨時 移居) 조치 처분을 하여 주었으며 이 와중, 1942년에는 11년 연하의 보르지기트 얼지미더거(博爾濟吉特 爾吉米德格)와 결혼하여 이후 그녀와의 사이에서 슬하 1남 1녀를 얻었다.

### 몽강국 멸망 직후
1945년 몽강국 멸망 이후 전범재판에 기소되었다가 석방되었다.

### 몽골과 중공의 틈바구니에서 방황한 그의 말로
이후 몽골 인민 공화국 인민협상위원회 참의원과 중국 공산당 내몽골 인민위원회 참의원을 거쳐 중국인민정치협상회의 전국위원을 지내다가 중국인민정치협상회의 전국위원을 지내던 중 1950년 당시 같은 중국인민정치협상회의 전국위원이던 아버지 데므치그돈로의 뜻에 엇나가는 행실을 빚던 중 그 해 1950년 마오쩌둥 당시 중화인민공화국 국가원수가 두구얼쑤룽 자신을 암살하려던 계략을 사전에 인지하고 베이징을 탈출하여 몽골 울란바토르에 도피하였지만 곤치긴 붐첸드(Gonchigiin Bumtsend) 당시 몽골 대통령에게 현행 변절범으로 체포되어 울란바토르 인민종인부에 2년간 연금 조치 처분되었다가 1952년 몽골 인민공화국 울란바토르 국제인민형무소 사형장에서 총살형 집행되었다.

## 사후
마오쩌둥이 두구얼쑤룽을 암살하려다가 암살 작전 계획 자체부터가 미수 및 수포로 그친 두구얼쑤룽 암살 기도 작전 계획 무산 사건은 마오쩌둥이 1959년 중공 국가주석 직위에서 퇴임하고 류사오치가 중공 국가원수에 재임하던 1967년 3월 24일에 류사오치 중공 국가원수와 저우언라이 당시 중공 총리와 마오쩌둥 前 중공 국가원수에 의하여 비사 공개되었으며 문화 대혁명을 빌미로 린뱌오 당시 중공 부총리의 건의에 의하여 같은 해 1967년 5월 20일을 기하여 두구얼쑤룽의 명예가 15년여만에 사후복권 조치 처분되었다.